# The Sweet Escape
Vous lisez un « bon article » labellisé en 2009.
Pour l’article homonyme, voir The Sweet Escape (chanson).
Albums de Gwen Stefani
Love. Angel. Music. Baby.
(2004) This Is What the Truth Feels Like
(2016)
Singles
1. Wind It Up
Sortie : 5 novembre 2006
2. The Sweet Escape
Sortie : 1 janvier 2007
3. 4 in the Morning
Sortie : 22 juin 2007
4. Now That You Got It
Sortie : 14 septembre 2007
5. Early Winter
Sortie : 18 janvier 2008

The Sweet Escape est le second album studio de Gwen Stefani, publié par Interscope Records en décembre 2006. Après avoir eu l'intention de retourner avec le groupe No Doubt à la suite de son premier album solo Love. Angel. Music. Baby., Stefani décide d'enregistrer un deuxième album avec des chansons mises de côté lors de la création de L.A.M.B..
La musicalité de l'album ressemble à celle du précédent mais explore des sons pop plus modernes. Il reçoit des critiques contrastées du fait de la similarité avec L.A.M.B.. L'album est sorti après le single Wind It Up, et est suivi par The Sweet Escape. Une tournée a été organisée pour soutenir l'album, The Sweet Escape Tour, qui a commencé en avril 2007 pour se terminer en novembre 2007, en passant par l'Amérique du Nord, l'Amérique latine, l'Australie, l'Asie et l'Europe.

## Genèse de l'album
À la suite de la sortie de son premier album solo Love. Angel. Music. Baby. (L.A.M.B.), Gwen Stefani annonce qu'elle a l'intention de retourner en studio avec le groupe No Doubt pour enregistrer un sixième album. Cependant, après le succès commercial de L.A.M.B., elle décide de sortir les chansons enregistrées non parues de son album précédent sur un EP, ou comme chanson supplémentaire sur son DVD. Pharrell Williams, avec qui elle avait collaboré pour l'écriture de Hollaback Girl, convainc Stefani de créer « un L.A.M.B. partie deux », et ils enregistrent de nouvelles chansons durant des sessions en juillet 2005 à Miami en Floride, alors que L.A.M.B. est toujours en exploitation. Williams et Stefani produisent alors les chansons Wind It Up, Orange County Girl, U Started It, Yummy, Breaking Up et Candyland durant ces sessions, qui seront diffusées pour la première fois lors du défilé de la marque de vêtement de Stefani, L.A.M.B..
Lors de sa tournée Harajuku Lovers Tour qui débute en octobre 2005, elle interprète les chansons Wind It Up et Orange County Girl. Stefani met son projet en pause en décembre 2005 lorsqu'elle découvre qu'elle est enceinte mais retourne en studio en août 2006. Le titre provisoire de l'album, Candyland, partage également son nom avec une chanson sortie uniquement pour son défilé de mode. Le titre a été changé pour The Sweet Escape, qui est le titre de la deuxième chanson de l'album, pour être en phase avec le thème de l'album, le désir de s'échapper pour avoir une vie meilleure.
Pour Stefani, cet album « est étonnement différent du précédent », précisant qu'elle avait « commencé à l'enregistrer l'année dernière [2005] avant que Kingston [son fils] ne soit né et il a évolué au cours de l'année. Le son dance est très « actuel ». Il est moderne... pas si rétro. ».

## Caractéristiques de l'album

### Écriture et production
Pour cet album, Stefani effectue de nombreuses collaborations. Elle travaille avec son ami Tony Kanal, qui fait lui aussi partie du groupe No Doubt, puis avec le pianiste du groupe Keane, Tim Rice-Oxley. Elle collabore ensuite avec Pharrell Williams, Linda Perry, Damian Marley et Akon. Bien qu'elle ne désirait pas travailler avec Akon, elle s'est laissé convaincre par Jimmy Iovine, le directeur d'Interscope Records, son label. Finalement Akon et Stefani écriront la chanson The Sweet Escape en moins de dix minutes,,.
Stefani et Tim Rice-Oxley ont écrit ensemble la chanson Early Winter. La chanteuse lui a téléphoné la nuit précédant leur rencontre en studio pour lui expliquer qu'elle voulait une ballade dans la lignée de Eyes Without a Face de Billy Idol, Killing Me Softly with His Song de Roberta Flack et Time After Time de Cyndi Lauper. Lorsque Rice-Oxley lui joue le titre au piano, il lui semble déjà achevé. Cependant elle en modifie une partie avant l'enregistrement. Son thème est la fin d'une relation amoureuse.
Pharrell Williams a contribué aux chansons Yummy, où l'on entend les cris du fils ainé de Stefani, et dans laquelle elle se vante d'avoir fait « des bébés comme un chef fait les donuts et pâtisseries », et Wind It Up. Dans Entertainment Weekly la chanteuse confie que cette dernière l'a faite pleurer lorsqu'elle l'a entendue pour la première fois,,. Tony Kanal a écrit avec Stefani les morceaux Fluorescent, qui s'appelait à l'origine Fluorescent Light, et 4 in the Morning qu'ils avaient commencé à travailler en 2005 juste après la fin de la tournée Harajuku Lovers Tour. La chanson Don't Get It Twisted aborde la période durant laquelle Stefani réalise qu'elle est enceinte pour la première fois.
La production de l'album est assurée par The Neptunes (Pharell Williams et Chad Hugo) qui produisent notamment le titre Wind It Up et quatre autres chansons de l'album, ainsi que par Nellee Hooper, Sean Garrett, Swizz Beatz pour Now That You Got It et Dave Stewart.

### Pochette
La photo illustrant la pochette a été prise par la photographe Jill Greenberg, elle fait partie d'une série promotionnelle inspirée par son exposition End Times. Stefani a découvert l'artiste grâce à cette exposition controversée, dans laquelle figuraient des images de tout-petits en pleurs après que la photographe leur eut confisqué leur sucette. La réaction des enfants rappelait à la photographe sa propre impuissance et sa colère face à la situation politique et sociale. Greenberg a été accusée d'avoir maltraité des mineurs durant cette séance photo, Stefani ne considère pas qu'il s'agisse d'abus et trouve les images de l'exposition « magnifiques ».
L'apparence de Stefani sur la pochette de l'album est inspirée par celle de Elvira Hancock, le personnage toxicomane interprété par Michelle Pfeiffer dans le film Scarface de Brian De Palma. Stefani s'en était déjà inspiré pour le clip vidéo de Cool, dont le tournage s'était déroulé en Italie. 
La mention Parental Advisory apparaît pour la première fois sur un album de sa carrière solo.

## Accueil

### Accueil critique
The Sweet Escape a reçu des critiques mitigées. Stephen Thomas Erlewine de AllMusic regrette une production des Neptunes trop « squelettique » alors qu'ils étaient « les architectes des meilleurs morceaux dance sur L.A.M.B. », précisant que les « ratés sont si importants qu'ils éclipsent les nombreux bons moments de The Sweet Escape » et que Stefani reste « fidèle à son amour de longue date pour la pop new wave » en précisant que « ce sont ces moments-là qui donnent à The Sweet Escape sa douceur » et qu’« ils en valent la peine ». Pour Entertainment Weekly, Sia Michel remarque que l'album a « une atmosphère le rendant légèrement autobiographique » mais que « Stefani n'est pas convaincante en diva insatisfaite ». Mark Pytlik de Pitchfork décrit cet album comme un risque pour la carrière de Stefani, et que la production rapide de cet album laisse un résultat « quelque part entre l'avant-gardisme et l'insipide ». Paul Flynn de The Observer, caractérise l'album comme moins intéressant que celui de The Dutchess de Fergie ou bien Loose de Nelly Furtado.
L'album a été critiqué pour sa similarité avec Love. Angel. Music. Baby.. Sal Cinquemani de Slant Magazine a noté que l'« histoire jugera vraisemblablement que The Sweet Escape est comme un pneu rechapé du premier album solo, bien qu'il partage l'incohérence générale des albums avec des hauts et des bas ». Dans la critique de Rolling Stone, Rob Sheffield est d'accord avec cette opinion disant qu'il s'agit d'un « retour précipité » à la musique où il manque l'énergie de L.A.M.B. et dans lequel « elle a l'air épuisée ». Pour Jon Pareles, du New York Times, Stefani « reprend quelques-uns des producteurs » par rapport à son premier album et « certains des vieux trucs avec moins de flair ». Il ajoute que « la superficialité est plus amusante quand elle ne devient pas aussi pleurnicharde ». Pour Caroline Sullivan du Guardian bien que l'album comporte quelques-unes des chansons non retenues de l'album précédent, « The Sweet Escape a généralement une certaine fraîcheur ». Pour Quentin Huff de PopMatters, The Sweet Escape est comme un L.A.M.B. : Reloaded affirmant qu'il s'agit « du même album, juste plus moderne », avec une nouvelle pochette qui ressemble au « nouveau top model » et « des sons d'influences plus récentes ». Pour Myriam Perfetti de Marianne, le « deuxième album solo (...) est une bouffée d'oxygène ». Pour Le Nouvel Observateur, l'album est « beaucoup moins rétro que le premier » précisant qu'« il est avant tout teinté de sonorités dance qui rappellent parfois celles des années 80 ». La guitare sur la chanson Wonderful Life « donne au titre un côté plus sombre qui tranche avec le reste de l'opus ». Pour Métro France l'album est « varié », en précisant qu'il y a « douze titres » pour « douze styles différents » et que Stefani « n’a pas peur d’expérimenter et de mélanger ses sons préférés : la pop eighties, le reggae, le hip-hop, l’électro à la sauce japonaise ». Le journal trouve que « c’est mélodique, c’est funky ».

### Performance dans les classements
The Sweet Escape connaît un accueil modéré en Amérique du Nord, loin du succès de son prédécesseur. L'album se vend à 243 000 copies durant la première semaine aux États-Unis en se classant numéro trois du Billboard 200. Il s'écoule à 149 000 exemplaires durant la deuxième semaine, rétrogradant à la 14e place du Billboard 200. L'album est certifié disque de platine par la Recording Industry Association of America. La Canadian Recording Industry Association certifie The Sweet Escape disque de platine avant sa sortie, en novembre 2006 et double disque de platine en mars 2007.
Au Royaume-Uni, l'album est certifié disque d'or trois semaines après sa sortie et se classe 14e en mars 2007. Il a moins de succès en Europe. L'album atteint le top 10 en Norvège et Suisse, le top 20 en Autriche, Finlande, Irlande, et Suède, et dans le top 40 en Belgique, France, Allemagne, et les Pays-Bas. The Sweet Escape se classe en seconde position des ventes du classement des albums ARIA pendant deux semaines consécutives, et est certifié double disque de platine.

## Liste des pistes
| No  | Titre                                     | Auteur                                                                 | Producteur(s)         | Durée |
| --- | ----------------------------------------- | ---------------------------------------------------------------------- | --------------------- | ----- |
| 1.  | Wind It Up                                | Gwen Stefani, Pharrell Williams, Richard Rodgers, Oscar Hammerstein II | The Neptunes          | 3:09  |
| 2.  | The Sweet Escape (feat. Akon)             | Stefani, Aliaune Thiam, Giorgio Tuinfort                               | Akon, Tuinfort*       | 4:06  |
| 3.  | Orange County Girl                        | Stefani, Williams                                                      | The Neptunes          | 3:23  |
| 4.  | Early Winter                              | Stefani, Tim Rice-Oxley                                                | Nellee Hooper         | 4:44  |
| 5.  | Now That You Got It (feat. Damian Marley) | Stefani, Sean Garrett, Kaseem Dean                                     | Swizz Beatz, Garrett* | 2:59  |
| 6.  | 4 in the Morning                          | Stefani, Tony Kanal                                                    | Kanal                 | 4:51  |
| 7.  | Yummy (featuring Pharrell)                | Stefani, Williams                                                      | The Neptunes          | 4:57  |
| 8.  | Fluorescent                               | Stefani, Kanal                                                         | Kanal                 | 4:18  |
| 9.  | Breakin' Up                               | Stefani, Williams                                                      | The Neptunes          | 3:46  |
| 10. | Don't Get It Twisted                      | Stefani, Kanal                                                         | Kanal                 | 3:37  |
| 11. | U Started It                              | Stefani, Williams                                                      | The Neptunes          | 3:08  |
| 12. | Wonderful Life                            | Stefani, Linda Perry                                                   | Hooper                | 3:58  |

| 13. | Wind It Up (Original Neptunes Mix)        | Stefani, Williams, Rodgers, Hammerstein II | The Neptunes | 3:08 |
| 14. | Wind It Up (Harajuku Lovers Live Version) | Stefani, Williams, Rodgers, Hammerstein II |              | 3:24 |

| 13. | Wind It Up (Harajuku Lovers Live Version)                                                | 3:24 |
| 14. | Orange County Girl (Harajuku Lovers Live Version – Video) (UK, Australia and Japan only) |      |
| 15. | Wind It Up (Harajuku Lovers Live Version – Video) (Japan only)                           |      |

(*) comme coproducteur

## Crédits
Crédit artistique
| - Chants : Gwen Stefani, Sean Garrett, Kingston Rossdale, Talent Bootcamp Kids - Baryton : Stephen Bradley, Gabrial McNair - Basse : Alex Dromgoole, Greg Collins - Guitare : Matt Beck, Alex Dromgoole, Greg Collins, Martin Gore, Richard Hawley, Tony Love, Mark Ralph | - Clavier: Akon, Pete Davis, Loren Dawson, Tony Kanal, Gabrial McNair, Tim Rice-Oxley, Giorgio Tuinfort - Percussion : Anthony LoGerfo - Piano : Tim Rice-Oxley - Saxophone : Angelo Moore - Trombone : Gabrial McNair - Trompette : Stephen Bradley |

Crédit technique
| - Ingénieur du son : Andrew Alekel, Angelo Aponte, Julian Chan, Andrew Coleman, Bojan Dugich, Brian Garten, Simon Gogerly, Keith Gretlein, Neil Kanal, Jonathan Merritt, Kevin Mills, Colin Mitchell - Assistant ingénieur : Yvon Bling, Alex Dromgoole, Jason Finkel, Hart Gunther, Ryan Kennedy, Kevin Mills, Glenn Pittman, Ian Rossiter, Steve Tolle - Enregistrement : Greg Collins - Orchestre : Ron Fair - Production: Akon, Sean Garrett, Nellee Hooper, Tony Kanal, The Neptunes, Mark "Spike" Stent, Swizz Beatz, Giorgio Tuinfort, Greg Collins | - Programmation : Akon, Neil Kanal, Tony Kanal, Aidan Love, Ewan Pearson, Giorgio Tuinfort - Mixage : Pete Davis, Mark "Spike" Stent, Phil Tan, Richard Travali - Mastering : Brian Gardener - A&R : Trinka Baggetta, Jimmy Iovine, Mark Williams - Photographie : Cindy Cooper, Nicole Frantz, Jill Greenberg - Directeur artistique et direction: Jolie Clemens - Coordination artistique : Cindy Cooper, Nicole Frantz |

## Classements et certifications
| Classement (2006-2007)             | Meilleure position |
| ---------------------------------- | ------------------ |
| Allemagne (Media Control AG)       | 17                 |
| Australie (ARIA)                   | 2                  |
| Autriche (Ö3 Austria Top 40)       | 18                 |
| Belgique (Flandre Ultratop)        | 40                 |
| Belgique (Wallonie Ultratop)       | 42                 |
| Canada (Canadian Albums)           | 3                  |
| Danemark (Tracklisten)             | 23                 |
| États-Unis (Billboard 200)         | 3                  |
| Finlande (Suomen virallinen lista) | 15                 |
| France (SNEP)                      | 33                 |
| Hongrie (Mahasz)                   | 20                 |
| Irlande (IRMA)                     | 16                 |
| Italie (FIMI)                      | 78                 |
| Japon (Oricon)                     | 7                  |
| Norvège (VG-lista)                 | 5                  |
| Nouvelle-Zélande (RIANZ)           | 4                  |
| Pays-Bas (Mega Album Top 100)      | 2                  |
| Pologne (ZPAV)                     | 29                 |
| Royaume-Uni (UK Albums Chart)      | 14                 |
| Suède (Sverigetopplistan)          | 19                 |
| Suisse (Schweizer Hitparade)       | 8                  |

| Classement (2007) | Position |
| ----------------- | -------- |
| Australie         | 21       |

| Pays                     | Certification | Ventes certifiées |
| ------------------------ | ------------- | ----------------- |
| Australie (ARIA)         | 2 × Platine   | 140 000           |
| Canada (Music Canada)    | 2 × Platine   | 200 000           |
| Allemagne (BVMI)         | Or            | 100 000           |
| Hongrie (Mahasz)         | Or            | 7 500             |
| Japon (RIAJ)             | Or            | 100 000           |
| Nouvelle-Zélande (RIANZ) | Platine       | 15 000            |
| Pologne (ZPAV)           | Or            | 35 000            |
| Russie (NFPP)            | 2 × Platine   | 40 000            |
| Suisse (IFPI)            | Or            | 15 000            |
| Royaume-Uni (BPI)        | Or            | 100 000           |
| États-Unis (RIAA)        | Platine       | 1 000 000         |